# Гребля Сіді-Мухамед-Бен-Таіба
Гребля Сіді-Мухамед-Бен-Таіба (Sidi M’Hamed Ben Taiba, Sidi M'hamed Boutiba) – гідротехнічна споруда на півночі Алжиру. На позначення споруди часто використовується скорочена назва SMBT.
Греблю спорудили в 2005 році на уеді Ебда (Ebda), який є правою притокою уеду Челіф в його середній течії, де він тривалий час тече між хребтами Тель-Атласу у західному напрямку перш ніж прорватись через північний з них та досягнути Середземного моря за сім десятків кілометрів на схід від Орану. Водозбірний басейн вище від споруди складає лише 194 км2, проте для нього властивий високий середньорічний показник опадів – 938 мм. Призначенням греблі є водопостачання та іригація.
В межах проекту долину уеду перекрили земляною греблею із глиняним ядром висотою 52 метра, довжиною 370 метрів та шириною від 10 (по гребеню) до 343 (по основі) метрів. При греблі облаштований водоскид, розрахований на перепуск під час повені 2157 м3/с. Крім того, існує нижній спуск продуктивністю 53 м3/с.
Гребля утворила водосховище об’ємом 75 млн м3 при нормальному рівні поверхні на позначці 317 метрів НРМ (під час повені може зростати до 322,1 метра НРМ, при тому що гребінь споруди знаходиться на позначці 322,8 метра НРМ).